# Киселёва (Сосьвинский муниципальный округ)
Киселёва — деревня в Серовском районе Свердловской области России. Входит в Сосьвинский муниципальный округ.
Ранее деревня входила в состав Кошайского сельсовета Серовского района.

## Географическое положение
Деревня Киселёва расположена в 9 километрах (по автодорогам в 10 километрах) к юго-западу от посёлка Сосьва и в 86 километрах (по автотрассе в 101 километре) от города Серова, на левом берегу реки Сосьвы (правого притока Тавды). В одном километре к северу от деревни проходит автотрасса Серов — Гари, а в трёх километрах к северу расположена станция Сосьва Свердловской железной дороги. В полукилометре к северу от деревни Киселёвой находится Кокуйское озеро-старица.

## История деревни
Деревня была основана на вогульских землях в 1680 году поселенцами из числа стрельцов и посадских людей из Верхотурья.

### Рождество-Богородицкая церковь
В 1906 году была построена и освящена деревянная однопрестольная церковь в честь Рождества Пресвятой Богородицы. Церковь была закрыта в 1930-е годы. 

## Население
| 2002 | 2010 |
| ---- | ---- |
| 2    | ↘0   |